# بخش فرانکلین (شهرستان لیکینگ، اوهایو)
بخش فرانکلین (به انگلیسی: Franklin Township) یک منطقهٔ مسکونی در ایالات متحده آمریکا است که در شهرستان لیکینگ، اوهایو واقع شده‌است.
 بخش فرانکلین ۶۳٫۷۴ کیلومتر مربع مساحت و ۲٬۱۱۸ نفر جمعیت دارد و ۳۳۹ متر بالاتر از سطح دریا واقع شده‌است.